# 朴元宗
朴元宗（：／，1467年—1510年），字伯胤，是韓國朝鮮王朝的王室外戚出身武臣和軍人，政治人物，主導中宗反正。朝鮮世祖的嫡長孫月山大君的夫人的弟弟和朝鮮睿宗的次子齊安大君繼室的哥哥。朝鮮中宗繼妃章敬王后尹氏、尹任的舅父。

## 家族
- 父：朴仲善，大姨為昭憲王后
- 母：陽川許氏
  - 姊：昇平府大夫人朴氏，月山大君之妻。
  - 妹：順天府夫人朴氏
    - 外甥：尹任
    - 外甥女：章敬王后尹氏

  - 妹：齊安大君繼室
- 叔父：朴叔善

## 相關影視
- 《姦臣：色誘天下》：2015年電影，趙漢哲飾
- 《七日的王妃》：2017年電視劇，朴元相飾

## 外部連結
- 朴元宗 
- 朴元宗:韓國歷代人物鐘合情報 （页面存档备份，存于） 